# Astomaspis ardator
Astomaspis ardator är en stekelart som först beskrevs av André Seyrig 1952.  Astomaspis ardator ingår i släktet Astomaspis och familjen brokparasitsteklar. Inga underarter finns listade.